# تلویزیون یک
«تلویزیون یک» یک شبکه تلویزیونی در افغانستان است که در فوریه ۲۰۱۰ راه‌اندازی شد. شبکه متعلق به فهیم هاشمی است.
این شبکه در سال ۲۰۲۱ به پخش زنده مسابقات جام ملت‌های اروپا ۲۰۲۰ پرداخت.